# Peplidium
Peplidium – rodzaj roślin z rodziny Phrymaceae. Obejmuje 4 gatunki. Zasięg trzech z nich ograniczony jest do Australii; jeden gatunek – P. maritimum – rośnie na subkontynencie indyjskim, Cejlonie oraz w Egipcie.

## Morfologia
PokrójDrobne rośliny roczne o pędach nagich i płożących, korzeniących się w węzłach, słabo czterokanciastych.
LiścieŁodygowe, naprzeciwległe, siedzące, o blaszce jajowatej lub kolistej, całobrzegiej.
KwiatySiedzące lub krótkoszypułkowe. Kielich tworzy 5 zrośniętych do połowy długości działek. Korona kwiatu zrosłopłatkowa, o krótkiej rurce, dwuwargowa, biaława. Pręciki są dwa, wystające z rurki korony. Zalążnia górna, jajowata do kulistej, na końcu szyjki słupka dwułatkowe znamię.
OwoceTorebki zawierające kilka lub wiele nasion. Łupina nasienna z czterema podłużnymi żeberkami.

## Systematyka
Wykaz gatunków
- Peplidium aithocheilum W.R.Barker
- Peplidium foecundum W.R.Barker
- Peplidium maritimum (L.f.) Asch.
- Peplidium muelleri Benth.